# Lita (köpinghuvudort i Kina, Jiangxi Sheng, lat 27,36, long 116,54)
Lita är en köpinghuvudort i Kina. Den ligger i provinsen Jiangxi, i den sydöstra delen av landet, omkring 160 kilometer sydost om provinshuvudstaden Nanchang. Antalet invånare är 17 707. Befolkningen består av 8 550 kvinnor och 9 157 män. Barn under 15 år utgör 21,0 %, vuxna 15-64 år 71 %, och äldre över 65 år 6,0 %.
Runt Lita är det ganska tätbefolkat, med 144 invånare per kvadratkilometer. Närmaste större samhälle är Zhuliang, 13,8 km nordost om Lita. Trakten runt Lita består till största delen av jordbruksmark.
Genomsnittlig årsnederbörd är 2 454 millimeter. Den regnigaste månaden är juni, med i genomsnitt 431 mm nederbörd, och den torraste är oktober, med 19 mm nederbörd.